# Фінал кубка Англії з футболу 1979
Фінал кубка Англії з футболу 1979 — 98-й фінал найстарішого футбольного кубка у світі. Учасниками фіналу були  лондонський «Арсенал» і «Манчестер Юнайтед».
Перемогу у фіналі святкували «каноніри», а сама гра була позначена однією з найдраматичніших кінцівок в історії фіналів турніру. У першому таймі «Арсенал» забив два голи і вів із досить комфортним рахунком аж до 86-ї хвилини матчу, коли з різницею у дві хвилини голами відзначилися «манкуніанці» Гордон Макквін і Семмі Макілрой. Утім нічийний рахунок протримався лише одну хвилину, оскільки на 89-й «канонір» Алан Сандерленд відновив перевагу лондонської команди і встановив остаточний рахунок зустрічі.

## Шлях до фіналу
| «Арсенал»                 | «Арсенал» | «Арсенал» | Раунд           | «Манчестер Юнайтед» | «Манчестер Юнайтед» | «Манчестер Юнайтед»                                               |
| ------------------------- | --------- | --- | --------------- | ------------------- | ------------------- | ----------------------------------------------------------------- |
| Суперник                  | Результат | Матчі |                 | Суперник            | Результат           | Матчі                                                             |
| «Шеффілд Венсдей»         | 9-7       | 1—1 на виїзді, 1-1 вдома (перегравання), 2-2 на виїзді (перегравання), 3-3 вдома (перегравання), 2-0 на виїзді (перегравання) | Третій раунд    | «Челсі»             | 3-0                 | 3—0 вдома                                                         |
| «Ноттс Каунті»            | 2–0       | 2–0 вдома | Четвертий раунд | «Фулгем»            | 2–1                 | 1—1 на виїзді, 1-0 вдома (перегравання)                           |
| «Ноттінгем Форест»        | 1–0       | 1–0 на виїзді | П'ятий раунд    | «Колчестер Юнайтед» | 1–0                 | 1—0 на виїзді                                                     |
| «Саутгемптон»             | 3–1       | 1—1 на виїзді, 2-0 вдома (перегравання)                                                                                       | Шостий раунд    | «Тоттенгем Готспур» | 3–1                 | 1—1 на виїзді, 2-0 вдома (перегравання)                           |
| «Вулвергемптон Вондерерз» | 2–0       | 2–0 на нейтральному полі | 1/2 фіналу      | «Ліверпуль»         | 3–2                 | 2–2 на нейтральному полі, 1–0 на нейтральному полі (перегравання) |

## Матч
| 12 травня 1979 |

| «Арсенал»                              | 3–2        | «Манчестер Юнайтед»      |
| -------------------------------------- | ---------- | ------------------------ |
| Талбот 12' Степлтон 43' Сандерленд 89' | (Протокол) | Макквін 86' Макілрой 88' |

| «Вемблі», Лондон Глядачів: 99 219 Арбітр: Рон Чалліс |

| «Арсенал» | «Манчестер Юнайтед» |

|                  |    |                 |  |     |
|                  |    |                 |  |     |
| ВР               | 1  | Пет Дженнінгс   |  |     |
| ПЗ               | 2  | Пет Райс (к)    |  |     |
| ЛЗ               | 3  | Семмі Нельсон   |  |     |
| ЦПЗ              | 4  | Браян Талбот    |  |     |
| ЦЗ               | 5  | Девід О'Лірі    |  |     |
| ЦЗ               | 6  | Віллі Янг       |  |     |
| ППЗ              | 7  | Ліам Бреді      |  |     |
| НП               | 8  | Алан Сандерленд |  |     |
| НП               | 9  | Френк Степлтон  |  |     |
| ЦПЗ              | 10 | Девід Прайс     |  | 83' |
| ЛПЗ              | 11 | Грем Рікс       |  |     |
| Запасні:         |    |                 |  |     |
| ЗХ               | 12 | Стів Волфорд    |  | 83' |
| Головний тренер: |    |                 |  |     |
| Террі Ніл        |    |                 |  |     |

|                  |    |                  |  |
|                  |    |                  |  |
| ВР               | 1  | Гарі Бейлі       |  |
| ПЗ               | 2  | Джиммі Ніколл    |  |
| ЛЗ               | 3  | Артур Олбістон   |  |
| ЦПЗ              | 4  | Семмі Макілрой   |  |
| ЦЗ               | 5  | Гордон Макквін   |  |
| ЦЗ               | 6  | Мартін Бакен (к) |  |
| ППЗ              | 7  | Стів Коппелл     |  |
| НП               | 8  | Джиммі Грінгофф  |  |
| НП               | 9  | Джо Джордан      |  |
| ЦПЗ              | 10 | Лу Макарі        |  |
| ЛПЗ              | 11 | Міккі Томас      |  |
| Запасні:         |    |                  |  |
| ЗХ               | 12 | Браян Грінгофф   |  |
| Головний тренер: |    |                  |  |
| Дейв Секстон     |    |                  |  |